# 克瓦姆斯加弗倫崖
克瓦姆斯加弗倫崖（英語：Kvamsgavlen Cliff）是南極洲的懸崖，位於毛德皇后地的阿斯特里德公主海岸，屬於洪堡山脈的一部分，由德國探險隊發現和拍攝照片，現時由南極條約體系管理。